# Barry Lloyd
Barry David Lloyd (Hillingdon, 19 febbraio 1949 – Brighton, 28 settembre 2024) è stato un allenatore di calcio e calciatore inglese, di ruolo centrocampista.

## Carriera

### Giocatore
Dopo aver giocato nelle giovanili del Chelsea ed in quelle dell'Arsenal, nell'estate del 1966, all'età di 17 anni, fece ritorno ai Blues, con cui nel corso della stagione 1966-1967 esordì tra i professionisti, giocando 4 partite nella prima divisione inglese; giocò poi un'ulteriore partita nella stagione seguente e 5 partite nella stagione 1968-1969. Nel dicembre del 1968 passò poi al Fulham in uno scambio con John Dempsey, e nel resto della stagione realizzò 3 reti in 15 partite in seconda divisione, restando in squadra anche dopo la retrocessione in terza divisione maturata a fine stagione.
Dopo 30 presenze e 7 reti nel corso della stagione 1969-1970, nella stagione 1970-1971 rivestì un ruolo determinante nella promozione dei Cottagers in seconda divisione, giocando tutte le 46 le partite di campionato e segnando 9 reti. Rimase nel club londinese per ulteriori cinque stagioni, tutte in seconda divisione, le prime tre giocando da titolare e le ultime due con un ruolo minore ma comunque sempre oltre le 25 presenze stagionali. Lasciò il Fulham nell'estate del 1976 dopo complessive 286 presenze e 30 reti in competizioni ufficiali, tra cui 257 presenze e 29 reti in partite di campionato. Nella stagione 1976-1977 giocò altre 14 partite in seconda divisione, con l'Hereford Utd, mentre l'anno seguente conquistò una promozione dalla quarta alla terza divisione con il Brentford; si ritirò poi nel 1978, dopo un breve periodo trascorso giocando nella NASL con gli Houston Hurricane, con la cui maglia giocò 11 partite.

### Allenatore
Iniziò ad allenare subito dopo il ritiro, allo Yeovil Town, in Southern Football League (che all'epoca era una delle principali leghe calcistiche inglesi al di fuori della Football League, ma che dal 1979 sarebbe a tutti gli effetti diventata una sesta divisione insieme ad Isthmian League e Northern Premier League, a seguito della nascita della Alliance Premier League come quinta divisione). Nella sua prima stagione vinse una Somerset Premier Cup, e dal 1979 partecipò alla neonata Alliance Premier League; nel gennaio del 1981 venne esonerato. Dal 1981 al 1985 allenò invece il Worthing, con cui vinse due campionati consecutivi fino ad arrivare in Isthmian League (sesta divisione), campionato in cui nelle stagioni 1983-1984 e 1984-1985 ottenne due secondi posti consecutivi, sfiorando quindi in entrambe le circostanze la promozione in Alliance Premier League.
Nell'estate del 1986 divenne vice di Alan Mullery al Brighton, club di seconda divisione; nel gennaio del 1987, all'esonero di Mullery, fu promosso ad allenatore del club, non riuscendo ad impedire la retrocessione del club in terza divisione ma ottenendo una nuova promozione in seconda divisione già al termine della stagione 1987-1988. Tra il 1988 ed il 1990 ottenne due tranquille salvezze in seconda divisione, mentre nella stagione 1990-1991 perse la finale dei play-off per la promozione in prima divisione. L'anno seguente arrivò però una retrocessione in terza divisione, categoria in cui nella stagione 1992-1993 il club conquistò un piazzamento a metà classifica; nel dicembre del 1993 si dimise dall'incarico, dopo sei anni di permanenza al Brighton. Dal 1993 al 2001 lavorò poi in vari club come osservatore (ruolo che ricoprirà anche dal 2003 al 2007), tornando infine ad allenare dal 2001 al 2003, nuovamente al Worthing, in Isthmian League.

## Palmarès

### Allenatore

#### Competizioni nazionali
- Isthmian League First Division: 1

Worthing: 1982-1983
- Isthmian League Second Division: 1

Worthing: 1981-1982

#### Competizioni regionali
- Somerset Premier Cup: 1

Yeovil Town: 1978-1979